# Saleux
Saleux est une commune française située dans le département de la Somme, en région Hauts-de-France.

## Géographie

### Localisation
Saleux est un bourg picard de l'Amiénois.
À vol d'oiseau, la commune est située à 5 km au sud-ouest d'Amiens, 8 km au sud-est d'Ailly-sur-Somme, 20 km au sud-ouest de Corbie, 40 km au sud-est d'Abbeville et à 48 km au nord-est de Beauvais.
Le territoire de la commune est limitrophe de ceux de sept communes.Les communes limitrophes sont Clairy-Saulchoix, Dury, Ferrières, Guignemicourt, Pont-de-Metz, Salouël et Vers-sur-Selle.

### Hydrographie

#### Réseau hydrographique

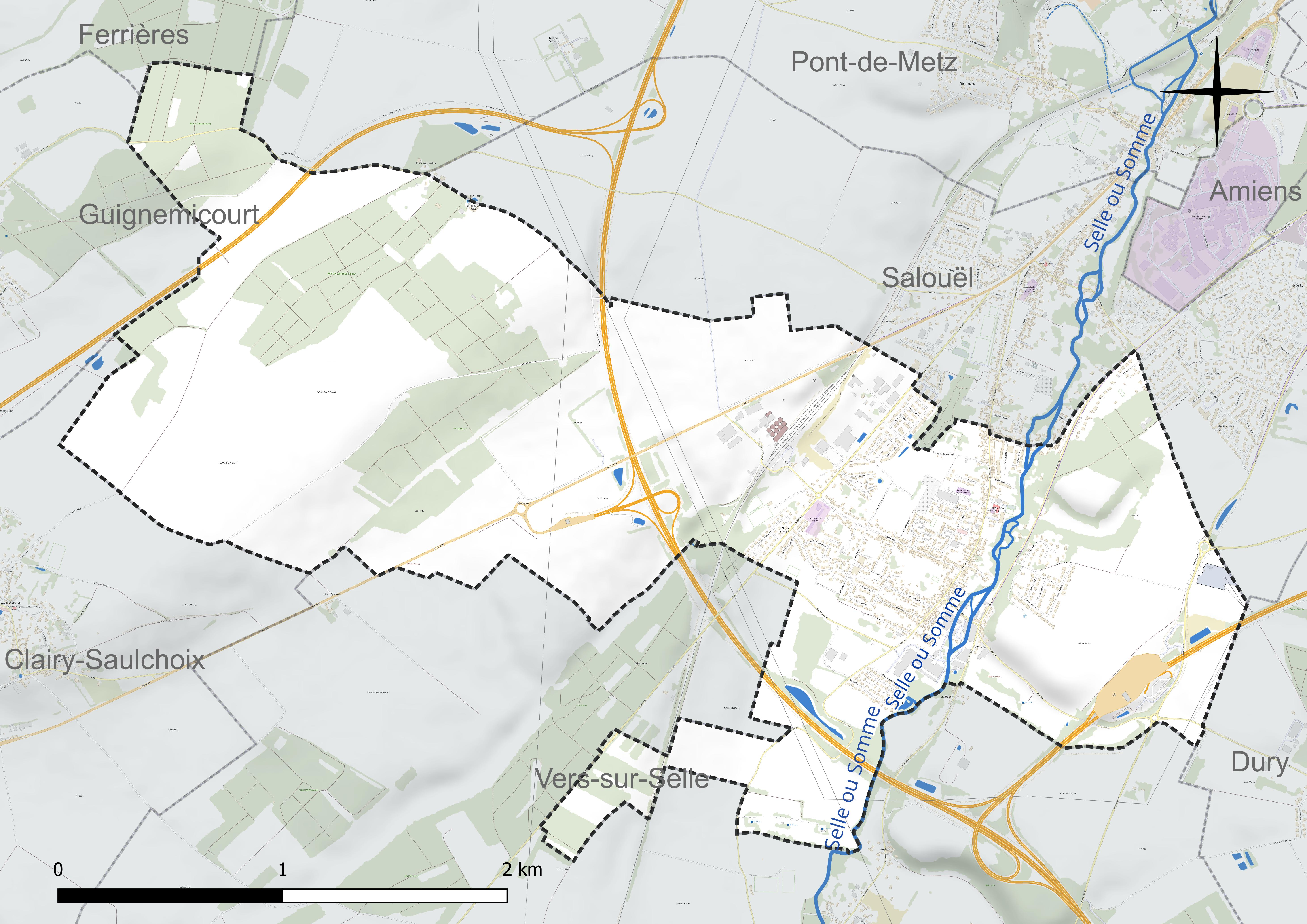
Réseau hydrographique de Saleux.

La commune est située dans le bassin Artois-Picardie. Elle est drainée par la Selle ou Somme et divers autres petits cours d'eau.
La Selle, d'une longueur de 39 km, prend sa source dans la commune de Catheux et se jette  dans la Somme canalisée à Amiens, après avoir traversé 16 communes. Les caractéristiques hydrologiques de la Selle sont données par la station hydrologique située sur la commune. Le débit moyen mensuel est de 3,96 m3/s. Le débit moyen journalier maximum est de 10,5 m3/s, atteint lors de la crue du 7 avril 2001. Le débit instantané maximal est quant à lui de 10,7 m3/s, atteint le même jour.
Quatre moulins étaient en activité dans les années 1730.

La Selle à Saleux
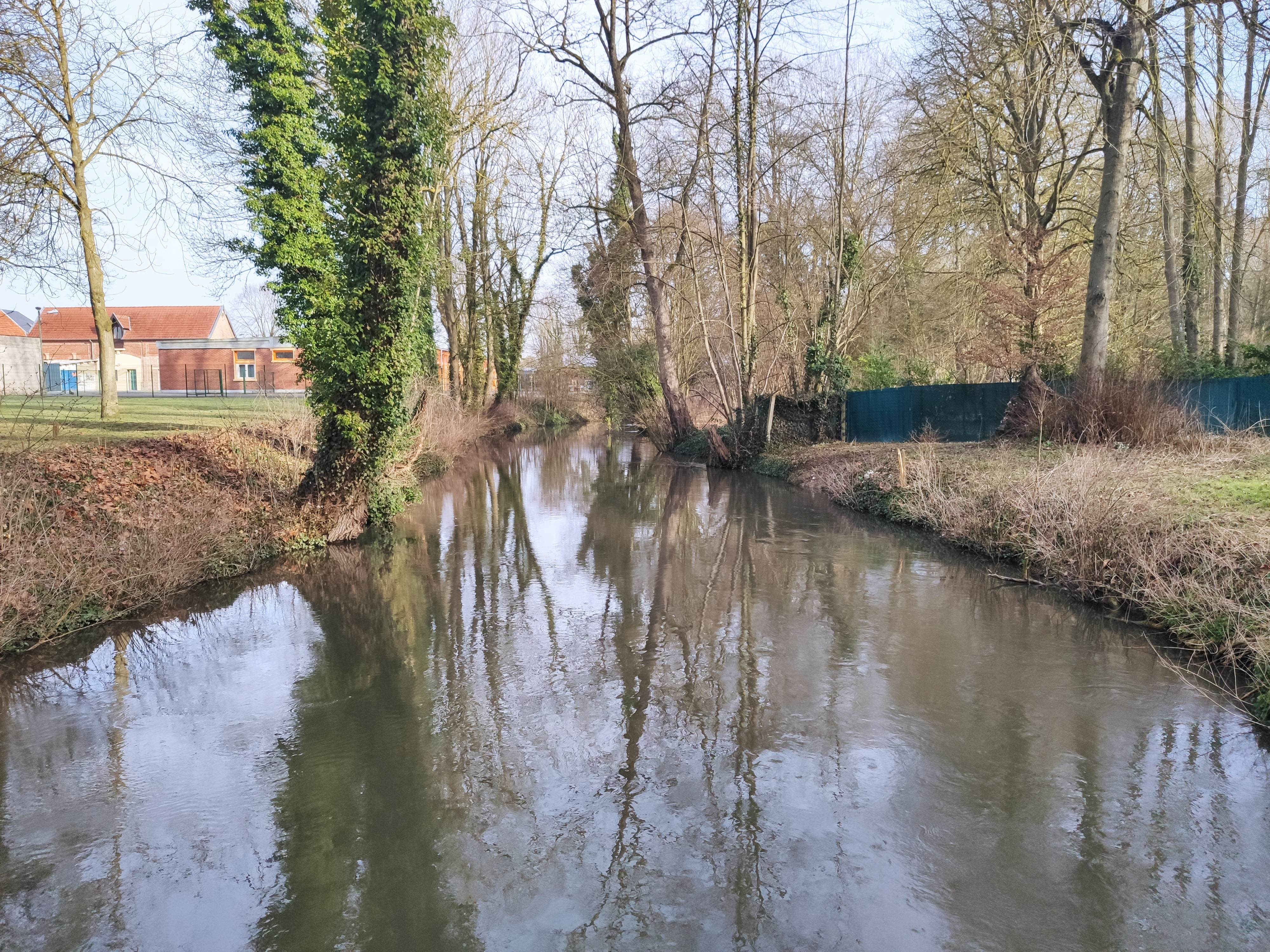
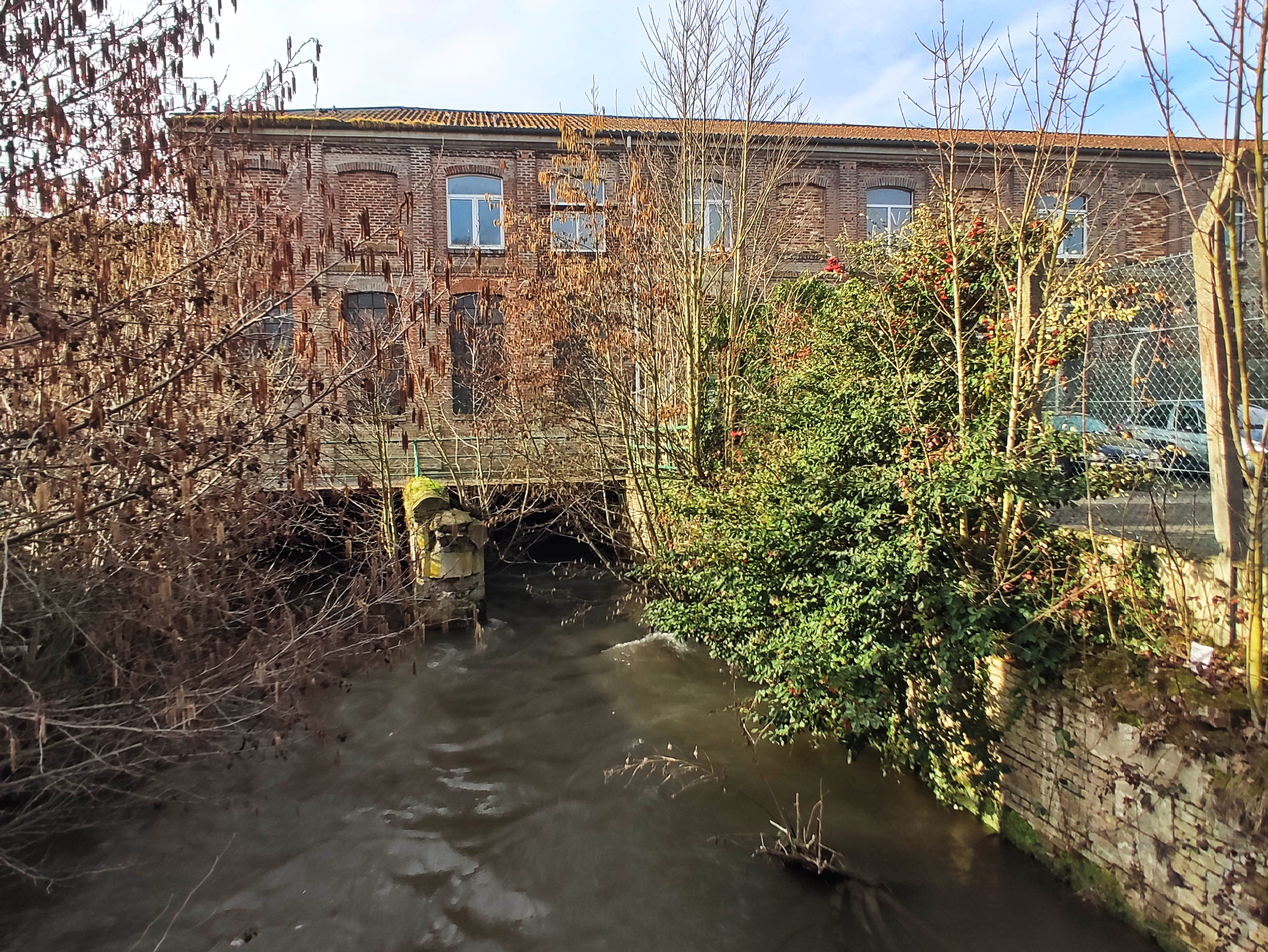
Saleux - filature Cosserat
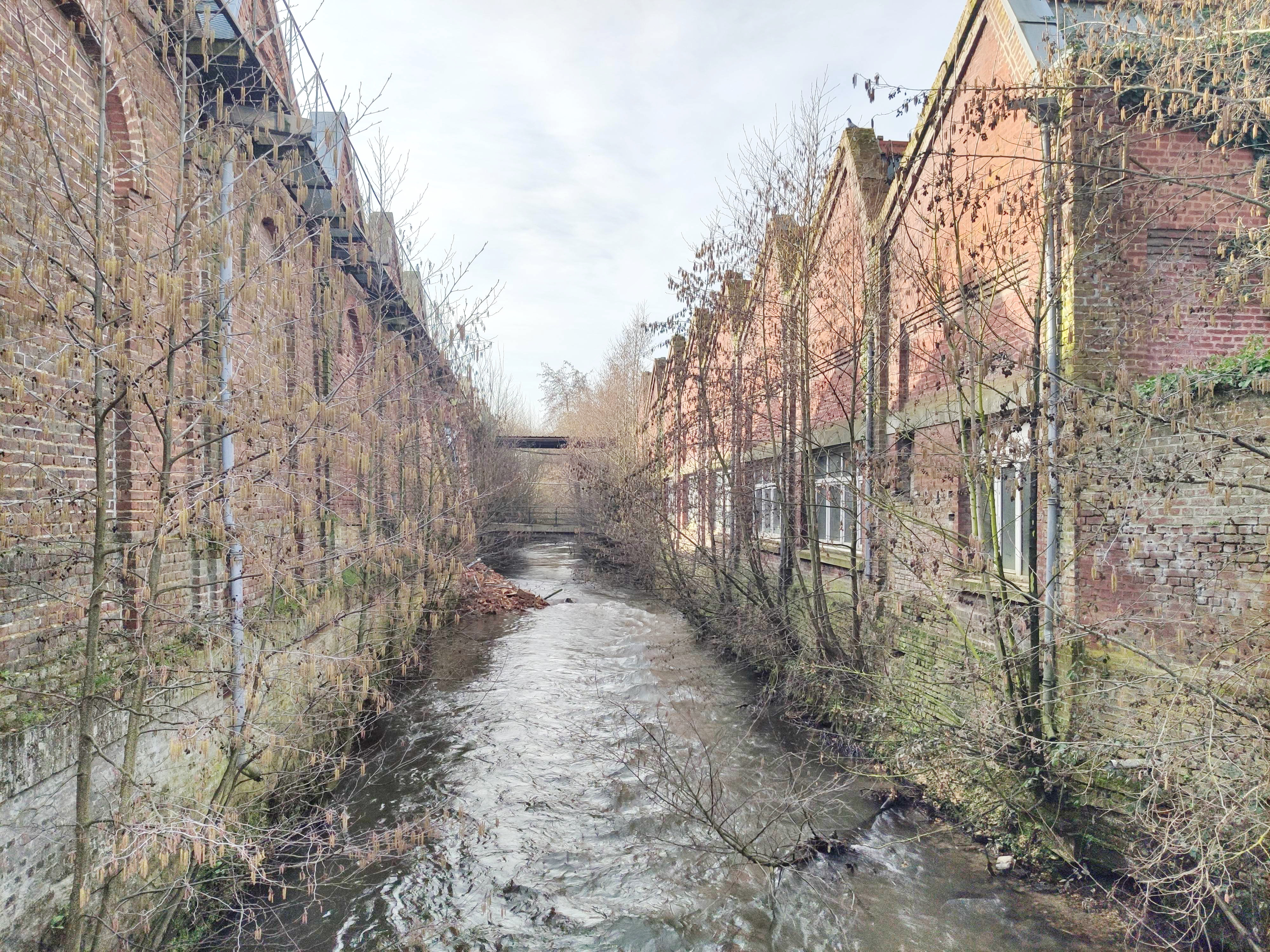
La Selle, source d'énergie hydraulique au XIXe siècle

#### Gestion et qualité des eaux
Le territoire communal est couvert par le schéma d'aménagement et de gestion des eaux (SAGE) « Somme aval et Cours d'eau côtiers ». Ce document de planification concerne un territoire de 1 835 km2 de superficie, délimité par le bassin versant de la Somme canalisée. Le périmètre a été arrêté le 29 avril 2010 et le SAGE proprement dit a été approuvé le 6 août 2019. La structure porteuse de l'élaboration et de la mise en œuvre est le syndicat mixte d'aménagement hydraulique du bassin versant de la Somme (AMEVA).
La qualité des cours d'eau peut être consultée sur un site dédié géré par les agences de l'eau et l'Agence française pour la biodiversité.

### Climat
Pour des articles plus généraux, voir Climat des Hauts-de-France et Climat de la Somme.
En 2010, le climat de la commune est de type climat océanique dégradé des plaines du Centre et du Nord, selon une étude du CNRS s'appuyant sur une série de données couvrant la période 1971-2000. En 2020, Météo-France publie une typologie des climats de la France métropolitaine dans laquelle la commune est exposée à un climat océanique et est dans une zone de transition entre les régions climatiques « Nord-est du bassin Parisien » et « Côtes de la Manche orientale ».
Pour la période 1971-2000, la température annuelle moyenne est de 10,5 °C, avec une amplitude thermique annuelle de 13,8 °C. Le cumul annuel moyen de précipitations est de 685 mm, avec 11,4 jours de précipitations en janvier et 8,5 jours en juillet. Pour la période 1991-2020, la température moyenne annuelle observée sur la station météorologique la plus proche, située sur la commune de Glisy à 12 km à vol d'oiseau, est de 11,1 °C et le cumul annuel moyen de précipitations est de 646,6 mm,. Pour l'avenir, les paramètres climatiques de la commune estimés pour 2050 selon différents scénarios d'émission de gaz à effet de serre sont consultables sur un site dédié publié par Météo-France en novembre 2022.

## Urbanisme

### Typologie
Au 1er janvier 2024, Saleux est catégorisée ceinture urbaine, selon la nouvelle grille communale de densité à sept niveaux définie par l'Insee en 2022.
Elle appartient à l'unité urbaine d'Amiens, une agglomération intra-départementale regroupant onze  communes, dont elle est une commune de la banlieue,,. Par ailleurs la commune fait partie de l'aire d'attraction d'Amiens, dont elle est une commune de la couronne,. Cette aire, qui regroupe 369 communes, est catégorisée dans les aires de 200 000 à moins de 700 000 habitants,.

### Occupation des sols
L'occupation des sols de la commune, telle qu'elle ressort de la base de données européenne d'occupation biophysique des sols Corine Land Cover (CLC), est marquée par l'importance des territoires agricoles (67,3 % en 2018), en diminution par rapport à 1990 (68,8 %). La répartition détaillée en 2018 est la suivante : 
terres arables (57,5 %), forêts (17,1 %), zones urbanisées (12,7 %), zones agricoles hétérogènes (8,9 %), zones industrielles ou commerciales et réseaux de communication (3 %), prairies (0,9 %). L'évolution de l'occupation des sols de la commune et de ses infrastructures peut être observée sur les différentes représentations cartographiques du territoire : la carte de Cassini (XVIIIe siècle), la carte d'état-major (1820-1866) et les cartes ou photos aériennes de l'IGN pour la période actuelle (1950 à aujourd'hui).

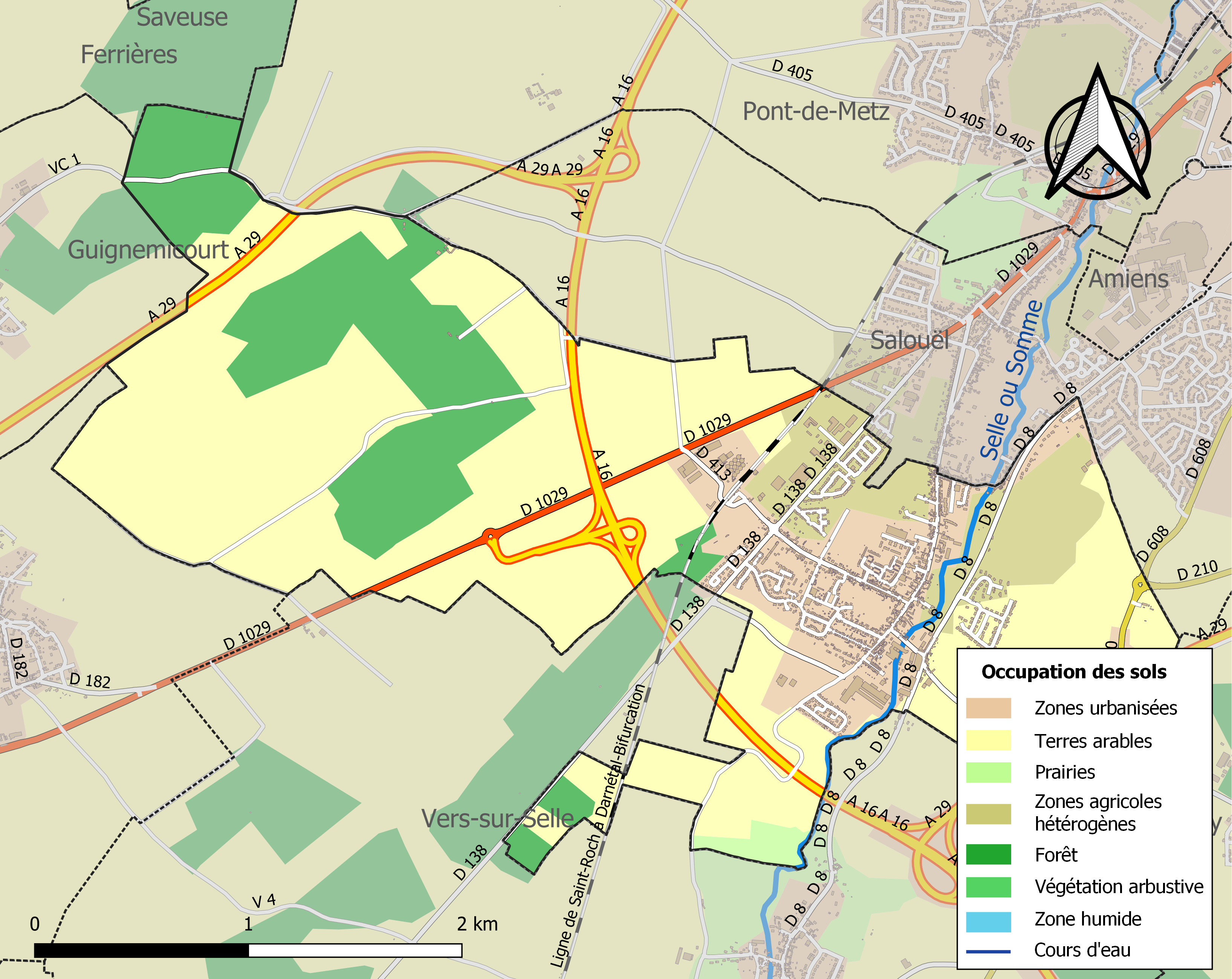
Carte des infrastructures et de l'occupation des sols de la commune en 2018 (CLC).

### Habitat
| Logements                                        | Nombre en 2007 | % en 2007 | nombre en 2012 | % en 2012 | nombre en 2017 | % en 2017 |
| ------------------------------------------------ | -------------- | --------- | -------------- | --------- | -------------- | --------- |
| Total                                            | 1 029          | 100 %     | 1 097          | 100 %     | 1 289          | 100 %     |
| Résidences principales                           | 995            | 96,6%     | 1055           | 96,2 %    | 1225           | 95,3 %    |
| → Dont HLM                                       | 139            | 13,9 %    | 160            | 15,2 %    | 191            | 15,6 %    |
| Résidences secondaires et logements occasionnels | 3              | 0,3 %     | 4              | 0,4 %     | 11             | 0,9 %     |
| Logements vacants                                | 32             | 3,1 %     | 38             | 3,4 %     | 49             | 3,8 %     |
| Dont :                                           |                |           |                |           |                |           |
| → maisons                                        | 926            | 89,9 %    | 967            | 88,2 %    | 1 098          | 85,4 %    |
| → appartements                                   | 103            | 10,0 %    | 127            | 11,4 %    | 184            | 14,3 %    |

### Projets
À la suite de la fermeture en 2014/2015 de l'entreprise Sapsa Bedding, qui utilisait les locaux de l'ancienne filature Cosserat du XIXe siècle, le site de près de 9 ha traversé par la Selle est devenu une friche rachetée en 2017 par un investisseur qui prévoit d'y réaliser un nouveau quartier qui pourrait comprendre à terme environ 300 logements. Le promoteur ne prévoit pas de conserver les anciens bâtiments industriels, qu'il juge trop dégradés. Le projet a nécessité une révision du plan local d'urbanisme menée en 2019/2020. Il prévoit la construction de logements semi-collectifs, de maisons individuelles et de locaux d'activités,,. Touefois, en 2021; l'opposition municipale s'inquiète de la pollution du site où ont été relevés la présence d'hydrocarbures, de métaux lourds (plomb, zinc, mercure) et de composés organiques volatils toxiques

### Voies de communication et transport
L'axe routier principal de la ville est la RD 8 qui la relie à Amiens. L'ex-route nationale 29 passe au nord du territoire communal, hors du tissu urbanisé.
Deux autoroutes traversent le territoire communal : l'A29 et l'A16. La sortie 18 Salouël  donne un accès aisé à la commune.
La localité est desservie par la ligne d'autocars no 29 (Crévecœur-le-Grand - Conty - Amiens)  du réseau interurbain Trans'80 Hauts-de-France, qui est un lointain successeur de la ligne de Saint-Omer-en-Chaussée à Vers, la petite ligne de chemin de fer qui reliait Beauvais à Amiens.
Elle est traversée par la ligne d'Amiens à Rouen, mais la gare est fermée au trafic voyageurs, tout en ayant un important trafic fret généré par des silos agricoles disposant d'un embranchement particulier.

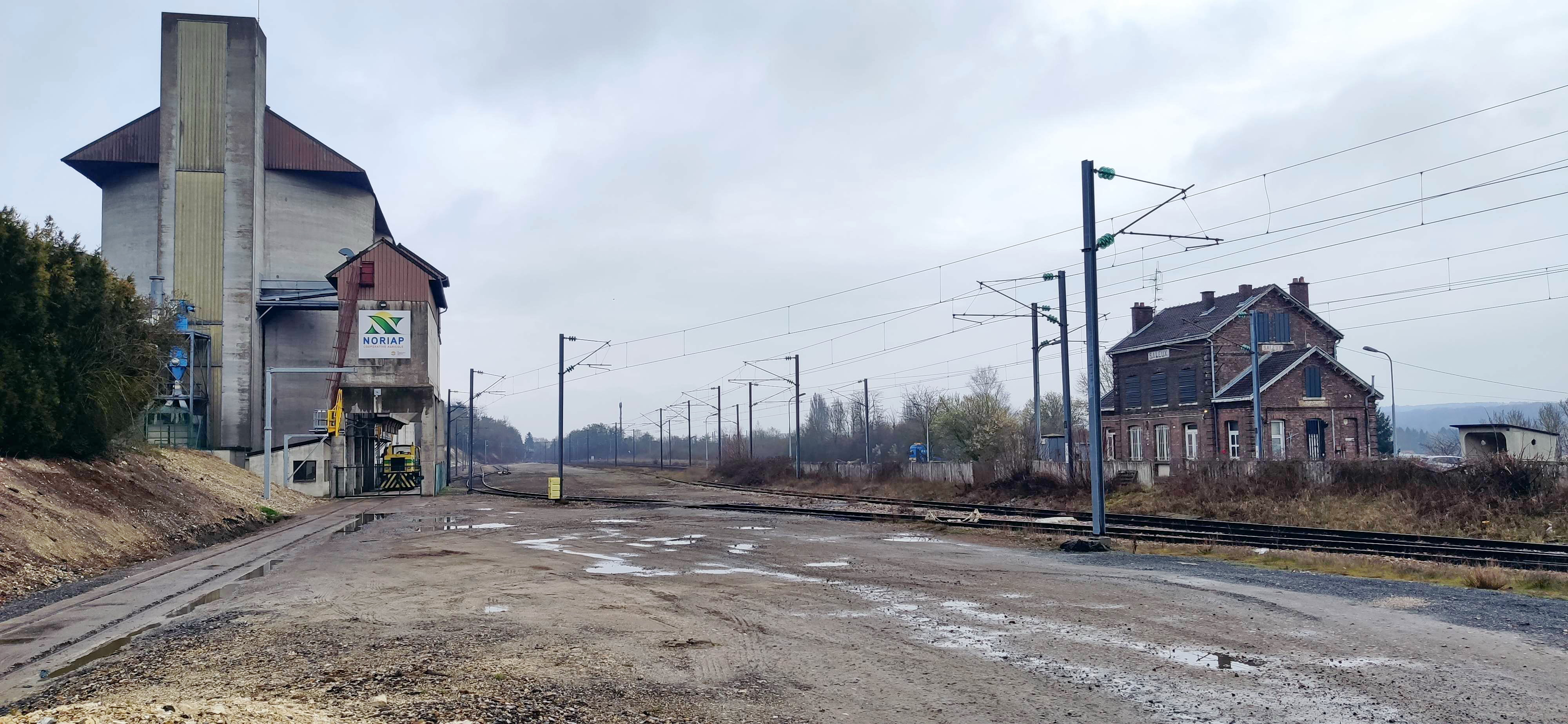
La cour marchandises de la gare de Saleux, avec son silo NORIAP

## Toponymie
Le nom de la localité est attesté sous les formes Salcosi (1105) ; Salocus (1147) ; Saleu (1139) ; Salotum (1147) ; Saletum (12..) ; Salle (1470) ; Salocz (1579) ; Salea (1592) ; Salleu (1648) ; Salleux (1696) ; Saleux (1707).
Il est couramment admis que la commune tient son nom de Salla, le nom latin de la Selle (la rivière qui traverse la localité), et de leu, terme rappelant l'eau en picard.
Une autre origine pourrait venir du latin Salix qui a donné Saule en français[Information douteuse].

## Histoire

### Préhistoire
En 2006, lors de la construction de logements, des fouilles ont permis de découvrir des sites mésolithiques sur des positions d'anciennes berges de la Somme et de la Selle,.

### Antiquité
Un cimetière gallo-romain a fourni vases, poteries, pièces, à l'est de la bourgade, aux lieux-dits le Sépulcre et la Vierge Catherine.

### Temps modernes
Saleux est détruit par les Bourguignons de Charles le Téméraire en 1472.
Les invasions espagnoles de 1636 ont ravagé Saleux.

### XIXesiècle

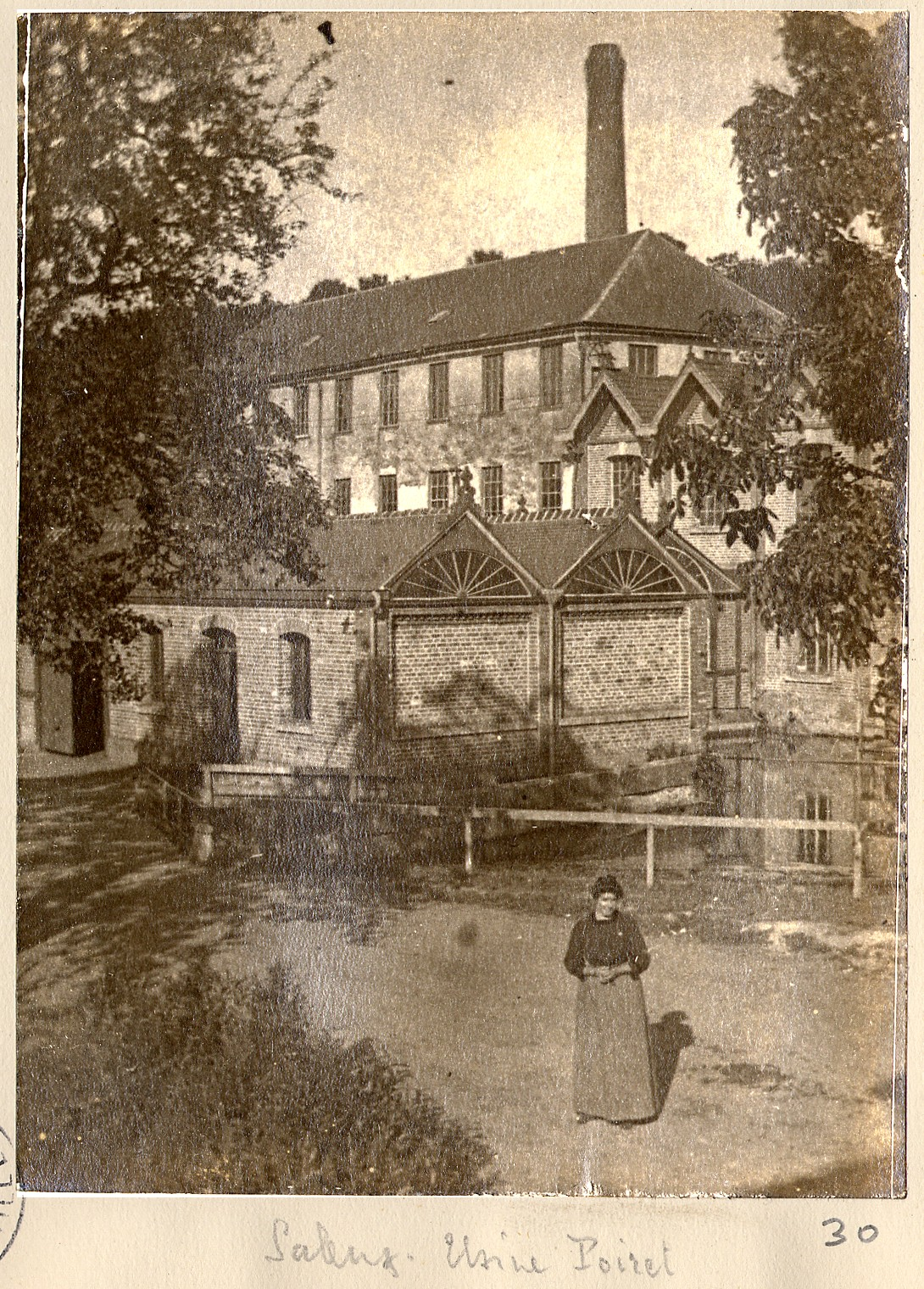
Usine Poiret, 1915.

Dans les premières décennies du XIXe siècle, le village, essentiellement agricole, se transforme et accueille les industries, qui utilisent l'énergie hydraulique de la Selle et conduisent à son développement. En 1839, Eugène Cosserat implante une filature à lin sur les bords de la rivière,,.
En 1827, le  cadastre napoléonien mentionne  sur le site qui deviendra la filature Cossera figurent plusieurs bâtiments (moulin, maison et dépendances) distribués par une cour, situés sur un îlot déterminé par divers bras de la Selle (à l'est) et un canal de dérivation non cadastré (à l'ouest)
La filature de lin Cosserat , agrandie vers 1848, par l'architecte Marest, est remplacée par une construction nouvelle en 1855 réalisée pour Eugène Cosserat ; elle est agrandie en 1862, 1865 et 1878
En 1850, l'usine Poiret, qui emploie 150 ouvriers, comprend 1 moulin, 18 métiers, 40 machines et 1 forge. L'usine Cosserat dispose d'un moulin à eau, une machine à vapeur, 23 métiers, 2880 broches utilisés par 200 ouvriers.
En 1854 est fermé l'ancien cimetière communal, proche de la Selle et de l'ancienne église,. Le cimetière actuel est aménagé sur un terrain acquis en 1853, agrandi en 1901 après la scission d'avec Salouël. Le terrain de l'ancien cimetière est utilisé pour y agrandir l'usine d'Ulysse Joly, blanchisseur
En 1864, Salouel, qui jusqu'alors faisait partie de Saleux, est érigé en commune autonome.
En 1865, Charles Poiret-Trépagne installe une fabrique de savons  à l'ouest de la Selle, à l'emplacement d'un ancien moulin à blé et dotée d'un magasin construit en 1876.
« En  1866, lors  de  l'épidémie  de  choléra, la qualité  des  sources  alimentant  les  fontaines d'Amiens  est  mise  en  doute. Un  usinier  de Petit-Saint-Jean démontrera à partir de documents et de témoignages, qu'en fait, les eaux de la Basse-Selle qui alimentent ces fontaines sont altérées par les usines de Saleux et par la papeterie  de  Prouzel  qui  y  jettent  lessives  et acides utilisés pour le blanchiment des chiffons ».
En 1868, les plans cadastraux montrent les installations du Tissage Yvose, réalisées par le manufacturier parisien Laurent Yvose. Le site de production s'étend sur les deux rives de la Selle et sur les deux communes de Saleux et Salouël et se développe progressivement,.
En 1869 débute la construction de l'église paroissiale, sur les plans de Victor Delefortrie et de son fils. Elle est terminée en 1878 et témoigne de la prospérité d'une commune industrielle de la vallée de la Selle. Après un ouragan de 1876, l'église fait l'objet d'une reconstruction partielle, en 1878
En 1870/71, l'usine Poiret emploie 152 ouvriers, dont 22 moins de 16 ans et dispose d'une force hydraulique de 30 ch et d'une machine à vapeur de 3 ch. L'usine Cosserat se diversifie et traite le  chanvre et  l'étoupe. Elle emploie  378 ouvriers dont 38 moins de 16 ans.

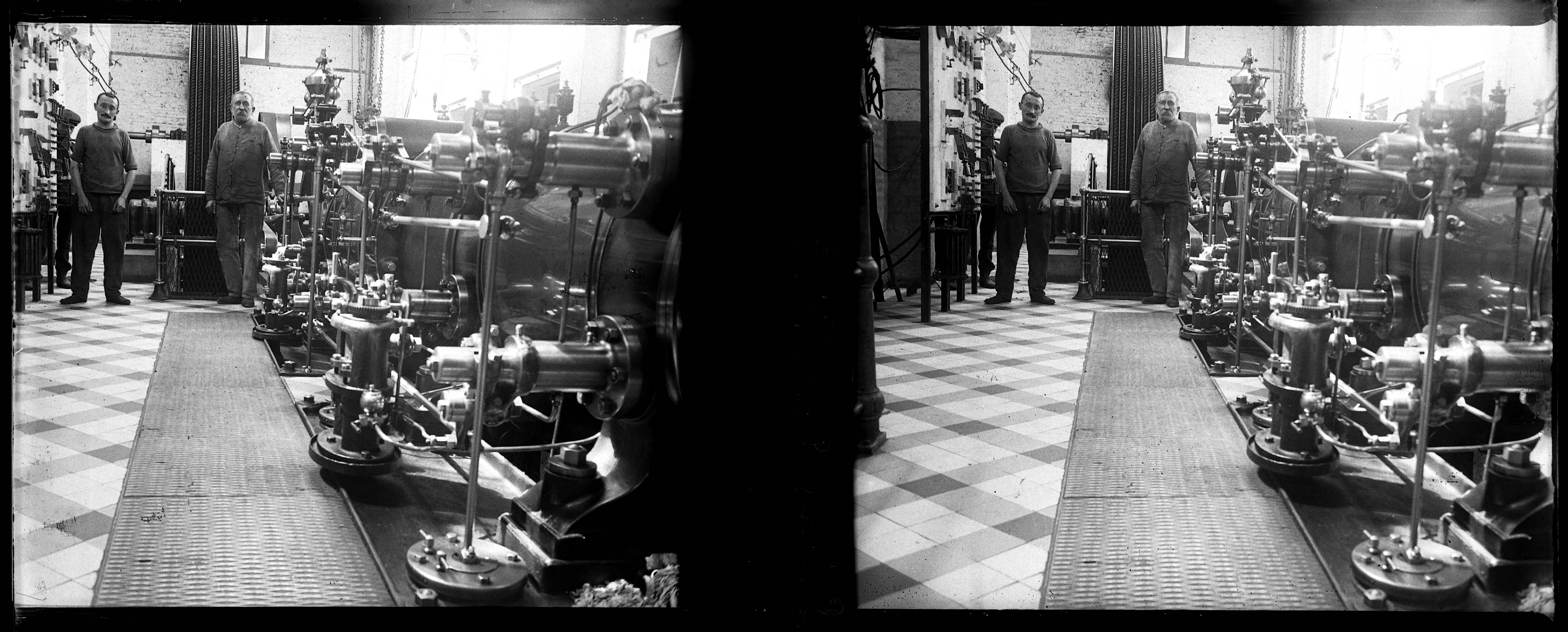
la salle des machines de l'usine Poiret, en 1915.

### Première Guerre mondiale
Le 27 août 1916, lors de la bataille de la Somme, le train présidentiel s'arrête dans la gare de la commune, une réunion d'état-major y est organisée, avec le président Raymond Poincaré, le général Pierre Auguste Roques, le ministre Aristide Briand, général de Édouard de Castelnau, le général Philippe Pétain, le général Ferdinand Foch, le général Louis Franchet d'Espèrey et le général Douglas Haig.

Saleux pendant la Première Guerre mondiale
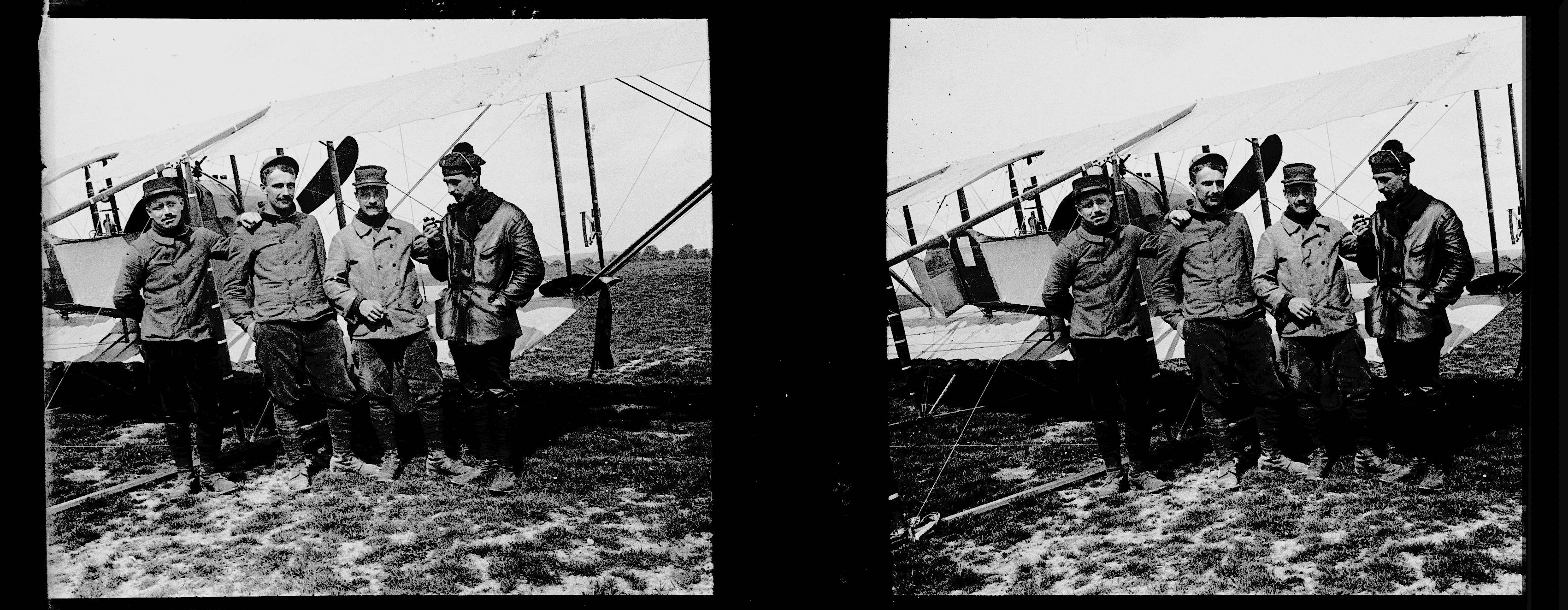
Groupe de mécaniciens posant devant un avion biplan Caudron dans un champ d'aviation près de Saleux en 1915, sans doute à Pont-de-Metz
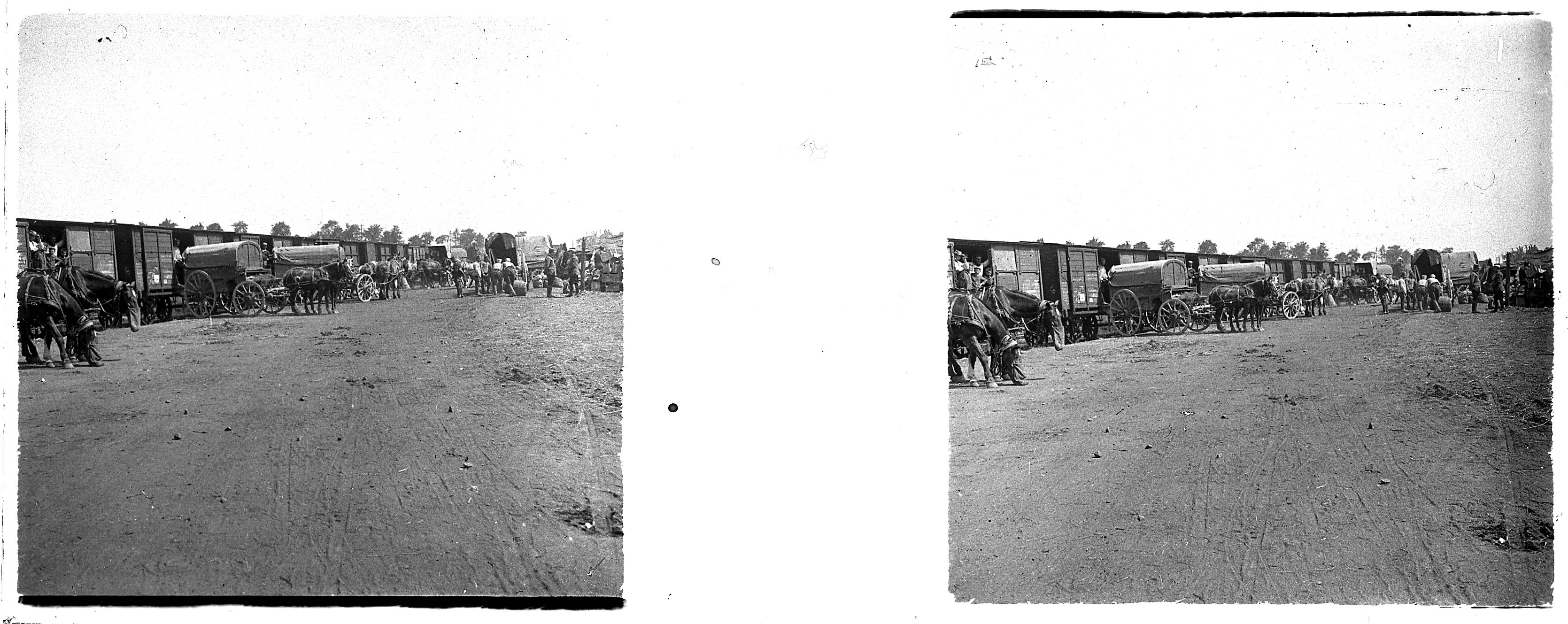
La gare de Saleux servait au transport de marchandises et de matériels pour l'armée, ici le 14 juin 1915
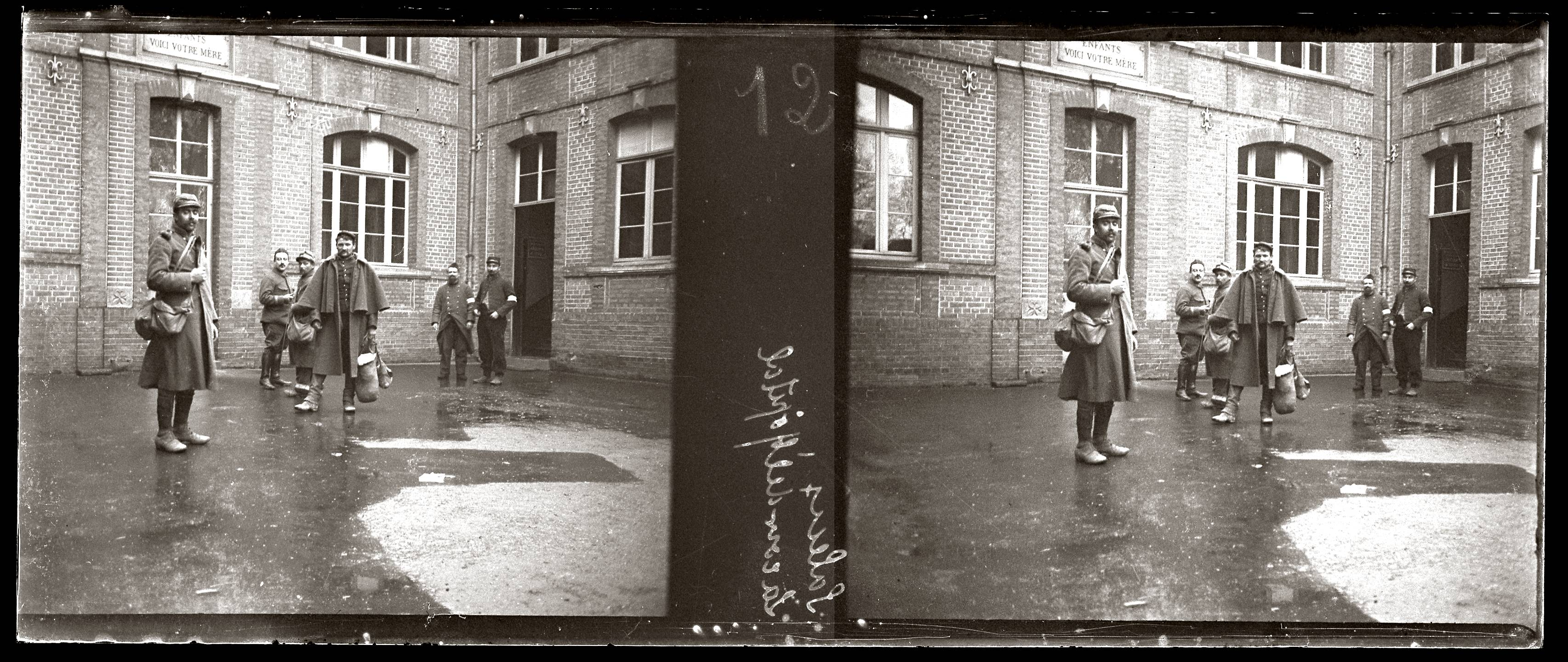
Soldats dans la cour d'un hôpital militaire en 1915, probablement installé dans une école[35].
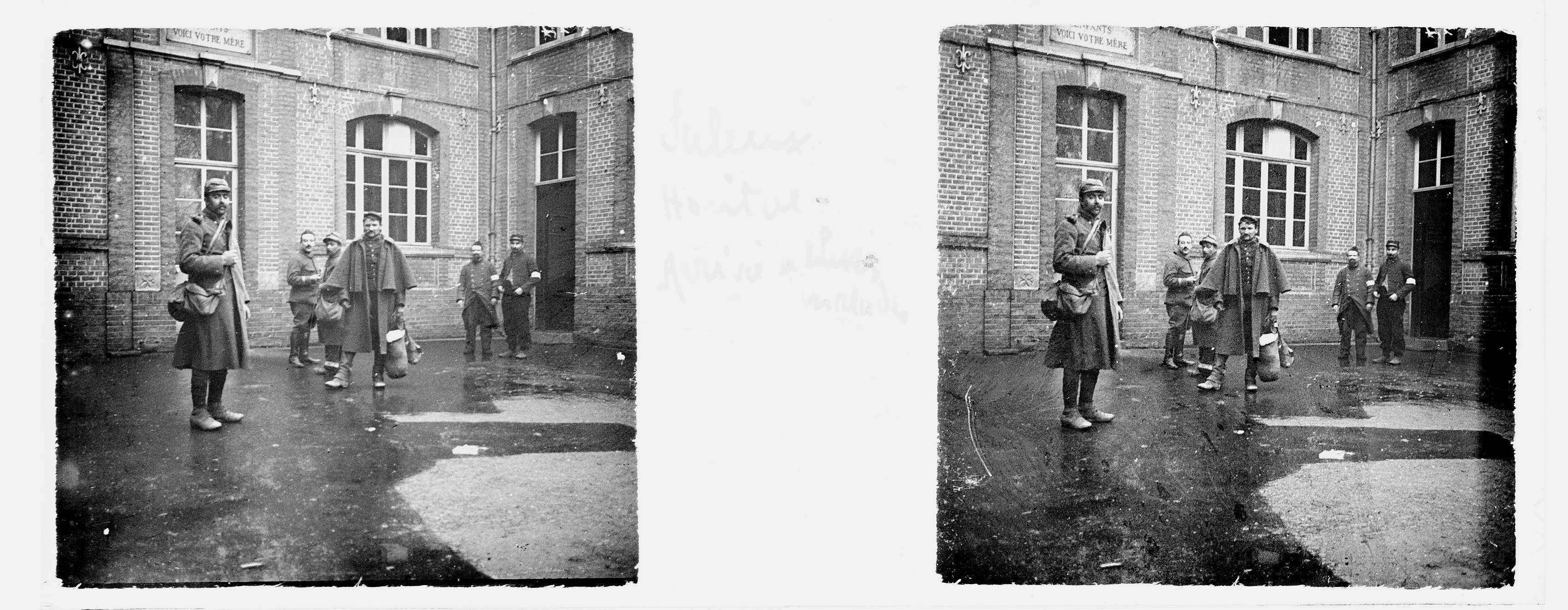
Arrivée de blessés et de malades.
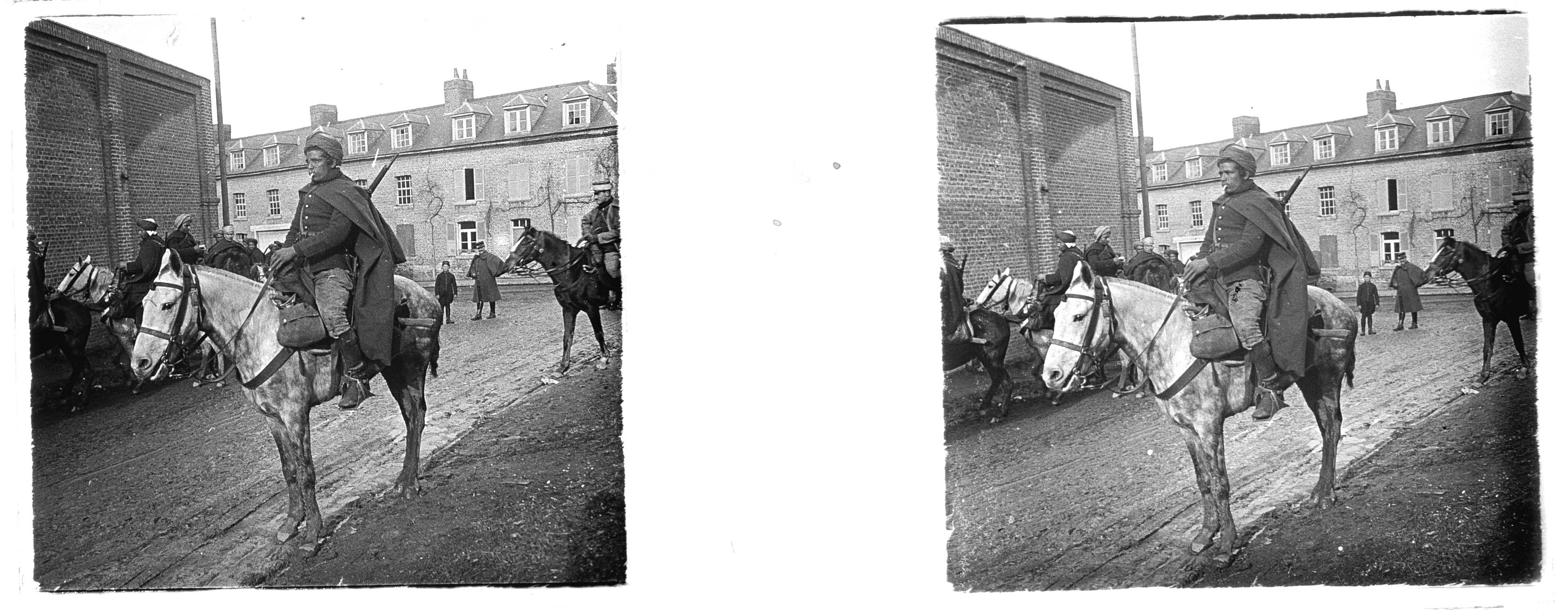
Goumier.
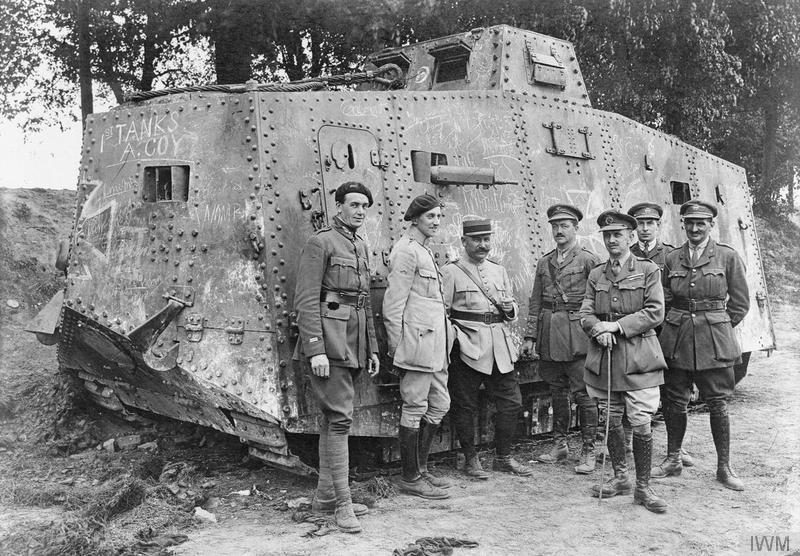
Tank allemand pris près de Villers-Bretonneux le 24 avril 1918, pendant l'Offensive du printemps, à Saleux le 18 mai 1918.

### L'entre deux guerres
L'usine Cosserat  est agrandie en 1922 (matériel fixe), en 1923 (matériel fixe, maison et peignerie, peignerie, magasin, maison du directeur), en 1924 (peignage et buanderie), puis en 1926 (forge et ferblanterie, magasins, bâtiment abritant la machine à vapeur, filature à sec, bascule, atelier de menuiserie, atelier de préparation, séchoir à air libre, hangar, cheminée, chute d'eau, voie ferrée et pont tournant). Une forge et un atelier de réparation sont construits en 1930.
En 1926, les Filatures de Saint-Epin déclarent la construction de nouveaux bâtiments à l'emplacement de l'ancienne filature Poiret, abritant noitamment  une force hydraulique, deux corderies, une filature cardée, teinturerie et dégraissage, forge, turbine et essence, séchoir, cheminée, générateur, machine à vapeur, filature et machinerie, savonnerie, menuiserie, éclairage, bureau, magasin à huile, quatre magasins, emballage et pliage, hangar....
En 1939, l'usine Cosserat emploie 320 ouvriers.

### Seconde Guerre mondiale
La commune a été décorée de la Croix de guerre 1939-1945 avec étoile de bronze le 11 novembre 1948.
Un camp de prisonniers de guerre allemands est aménagé à Saleux après la défaite nazie

### Trente glorieuses
En 1962, plus de 100 salariés sont employés sur le site Poiret.
L'usine textile Cosserat et fils ferme en 1956 et ses installations ont reprises par Pirelli, transformée en usine d'articles de caoutchouc, avec une unité de literie construite au sud. En 1962, elle emploie plus de 100 salariés, et 235 en 1986.

### XXIesiècle
En 2014 ferme l'entreprise Sapsa Bedding (ex Pirelli), une usine de matelas qui occupait le site de l'ancienne filature Cosserat, entraînant le licenciement de 143 salariés. Dans les années 1970, l'entreprise employait un millier de salariés.

## Politique et administration

### Rattachements administratifs et électoraux
La commune se trouve dans l'arrondissement d'Amiens du département de la Somme. Pour l'élection des députés, elle fait partie depuis 1958 de la deuxième circonscription de la Somme.
Elle faisait partie  du canton de Boves. Dans le cadre du redécoupage cantonal de 2014 en France, la commune est désormais rattachée au canton d'Amiens-7.

### Intercommunalité
Saleux fait partie de la communauté d'agglomération Amiens Métropole, créée en 2000.

### Liste des maires
Avant 1865, voir Saleux-Salouël
| Période       | Période                   | Identité         | Étiquette | Qualité |
| ------------- | ------------------------- | ---------------- | --------- | --- |
| mars 1865     | juin 1866                 | Désiré Payen     |           | Ancien négociant. Rentier. |
| novembre 1866 | octobre 1876              | Édouard Decaix   |           | Propriétaire, cultivateur. |
| octobre 1876  | juin 1878                 | Julien Prévost   |           | Propriétaire. Démissionne en juin 1878, car il quitte la commune. |
| juillet 1878  | décembre 1919             | Ernest Cauvin    |           | Industriel (directeur de la Manufacture de bâches et de sacs de Saleux). Conseiller d'arrondissement du canton de Sains (1877-1881). Conseiller général de Boves (1881 → 1886 et 1892 → 1922). Député de la Somme(1898 → 1907). Sénateur de la Somme (1907 → 1922). |
| décembre 1919 | mai 1929                  | Jules Caron      |           | Docteur en médecine. |
| mai 1929      | mai 1945                  | Gaston Lefèvre   |           | Employé de banque. |
| mai 1945      | mars 1969                 | Eugène Viandier  |           | Ouvrier métallurgiste. |
| mars 1969     | mars 1977                 | André Chauvin    | PCF       | Fonctionnaire retraité. Chevalier de la Légion d'honneur. Médaille militaire. Médaille de la Résistance. |
| mars 1977     | mars 1989                 | Guy Leulier      | PCF       | Agent technique d'entretien. |
| mars 1989     | juin 1995                 | Michel Decouture |           | |
| juin 1995     | mars 2001                 | Philippe Véret   | DVD       | Employé à la Caisse d'épargne Vice-président d'Amiens Métropole (2003 → 2008). |
| mars 2001     | 2005                      | Teddy Covin      |           | |
| 2005          | mai 2020                  | Ernest Candela,  | DVD       | Ancien lieutenant-colonel de gendarmerie |
| mai 2020      | En cours (au 23 mai 2020) | Isabelle Rambour | SE        | Employée administratif d'entreprise |

### Politique de développement durable
Pendant les mandats d'Ernest Candela, maire de 2005 à 2020, Saleux a été pionnière sur le zéro pesticide, et, de 2018 à 2020, plus de 100 arbres ont été plantés.

### Distinctions et labels
- La commune est saluée pour son fleurissement remarquable, elle est récompensée en 2024 par l'obtention d'une deuxième fleur au concours des villes et villages fleuris[59].

## Population et société

### Démographie
L'évolution du nombre d'habitants est connue à travers les recensements de la population effectués dans la commune depuis 1793. Pour les communes de moins de 10 000 habitants, une enquête de recensement portant sur toute la population est réalisée tous les cinq ans, les populations de référence des années intermédiaires étant quant à elles estimées par interpolation ou extrapolation. Pour la commune, le premier recensement exhaustif entrant dans le cadre du nouveau dispositif a été réalisé en 2004.

En 2022, la commune comptait 2 767 habitants, en évolution de −3,29 % par rapport à 2016 (Somme : −1,26 %, France hors Mayotte : +2,11 %).
| 1793 | 1806 | 1821 | 1831 | 1836  | 1841  | 1846  | 1851  | 1856  |
| ---- | ---- | ---- | ---- | ----- | ----- | ----- | ----- | ----- |
| 832  | 862  | 871  | 936  | 1 003 | 1 041 | 1 183 | 1 174 | 1 290 |

| 1861  | 1866  | 1872 | 1876  | 1881  | 1886  | 1891  | 1896  | 1901  |
| ----- | ----- | ---- | ----- | ----- | ----- | ----- | ----- | ----- |
| 1 521 | 1 018 | 968  | 1 058 | 1 228 | 1 266 | 1 246 | 1 451 | 1 379 |

| 1906  | 1911  | 1921  | 1926  | 1931  | 1936  | 1946  | 1954  | 1962  |
| ----- | ----- | ----- | ----- | ----- | ----- | ----- | ----- | ----- |
| 1 418 | 1 402 | 1 362 | 1 377 | 1 238 | 1 225 | 1 134 | 1 208 | 1 289 |

| 1968  | 1975  | 1982  | 1990  | 1999  | 2004  | 2006  | 2009  | 2014  |
| ----- | ----- | ----- | ----- | ----- | ----- | ----- | ----- | ----- |
| 1 429 | 1 856 | 2 069 | 2 488 | 2 493 | 2 452 | 2 390 | 2 380 | 2 815 |

| 2019  | 2022  | - | - | - | - | - | - | - |
| ----- | ----- | - | - | - | - | - | - | - |
| 2 805 | 2 767 | - | - | - | - | - | - | - |

### Enseignement

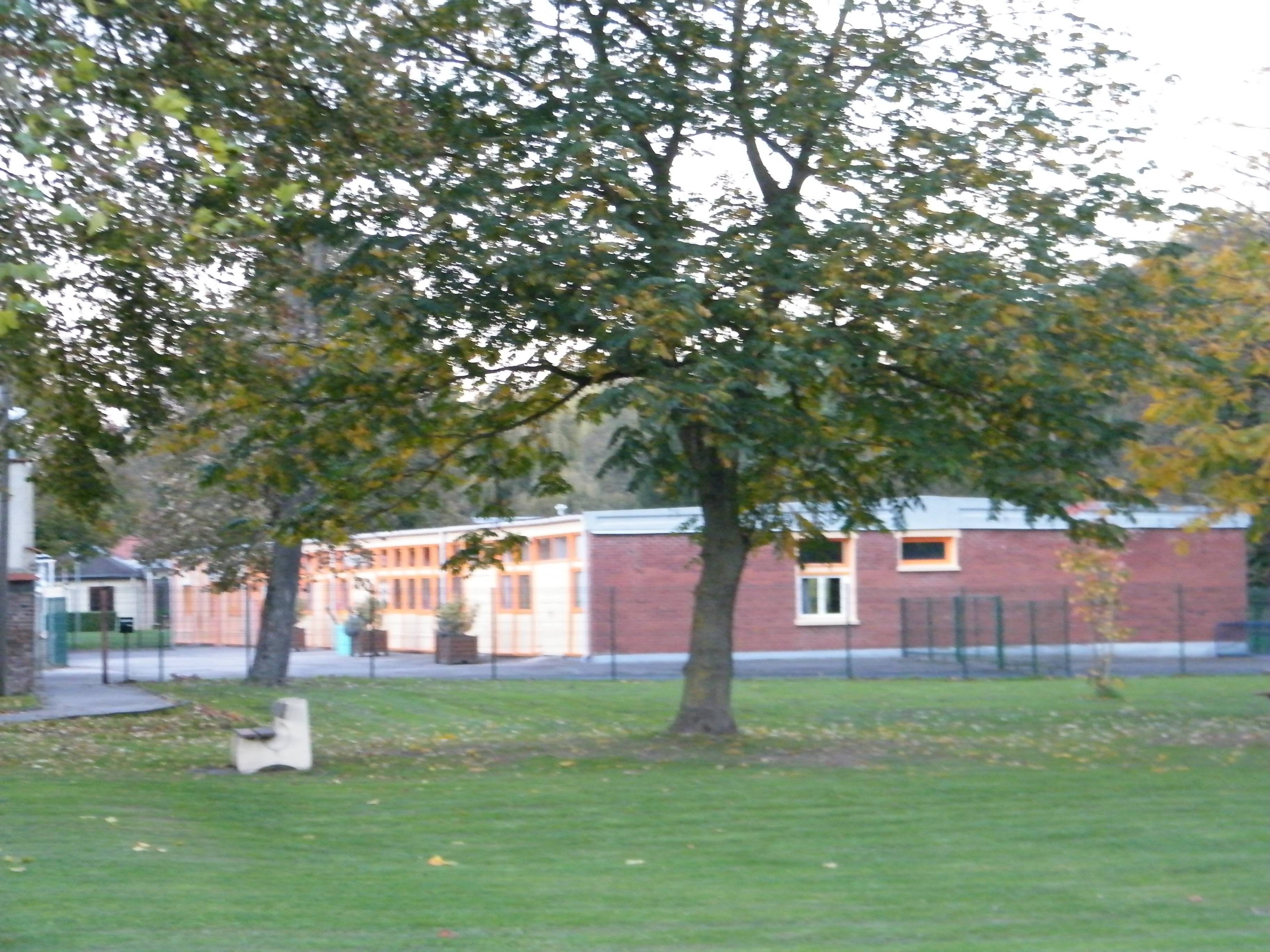
L'école maternelle Louise-Dégardin.

La commune est située en zone B pour les vacances scolaires, dans l'académie d'Amiens
L'école primaire Irène Joliot-Curie accueille les enfants d'âge scolaire élémentaire dans ses 7 classes en 2020-2021.
Avec ses quatre classes de maternelle en 20-21, l'école Louise Dégardin est située derrière la mairie. Vétuste et énergivore, elle est destinée à être remplacée par un nouvel édifice,,
L'école élémentaire (du CP au CM2) Joliot-Curie/Jean Catelas se trouve rue Roger Salengro. Un  restaurant scolaire situé à proximité ainsi qu'une halte-garderie a été mis en service en 2016

### Autres équipements
La commune dispose d'une école de musique et d'une harmonie.

### Jumelages
Mögglingen (Allemagne).

## Culture locale et patrimoine

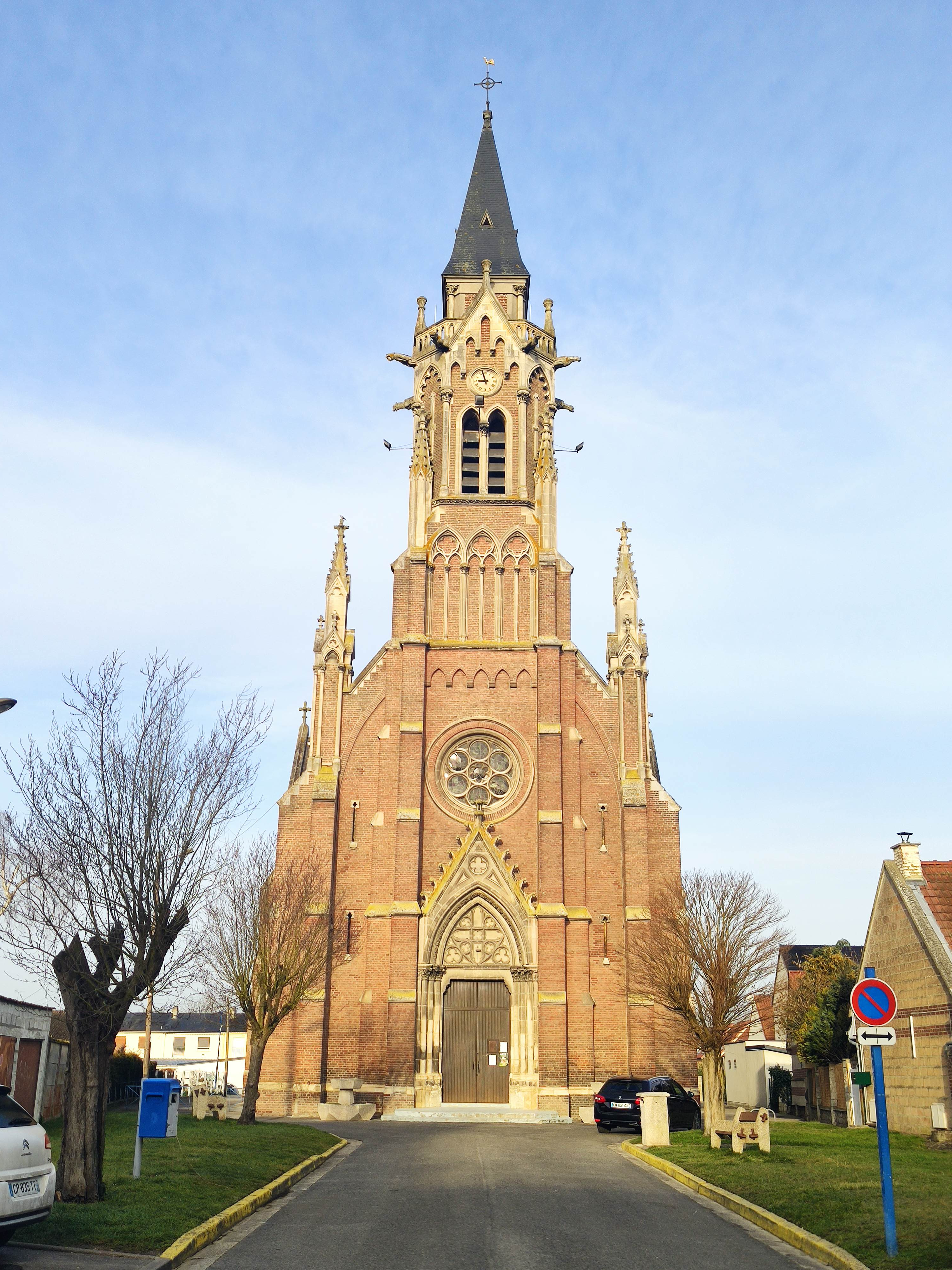
L'église Saint-Fuscien-Saint-Victorix-et-Saint-Quentin.

### Lieux et monuments
- Église Saint-Fuscien-Saint-Victorix-et-Saint-Quentin[67], construite  en style néo-gothique sur les plans des architectes amienois Victor Delefortrie et son fils de 1869 à 1878. après une campagne de travaux en 1900 et 1920. Bombardée pendant la Seconde Guerre mondiale, elle est restaurée et rouvre en 1961[46],[68].
- La plaine de jeux, au bord de la Selle[30]
- Nombreux bâtiments industriels anciens, rappelant l'histoire économique liée aux filatures sur la Selle.
  - Filature de lin dite filature Cosserat et Marest, puis Marest et Cie, puis Cosserat Fils et Cie ; puis usine d'articles en caoutchouc Pirelli France Latex, puis Sapsa Bedding, 2 rue Jean-Jaurès[69],[70], sinistrée par un incendie après la faillite de l'entreprise. Ses installations pourraient être détruites dans le cadre d'un projet d'urbanisme.
  - Filature Poiret, puis Poiret Frères et Neveu, puis S.A. Saint-Epin Poiret Frères Neveu ; puis tissage Vernier, puis usine de confection MCB Sérac[38],[71],[72], 11 route de Conty, réhabilitée.
  - Tissage dit tissage Cauvin Yvose, puis S.A. des anciens Ets Cauvin Yvose, puis scierie Fox Frères, 8 rue Ernest Cauvin[73].
- Cité ouvrière  Saint-Maurice, rue Saint-Maurice construite entre 1858 et 1883 par la filature Marest, Marest et Cie / Cosserat[74].
- Cité ouvrière Cosserat, dite Cité Saint-Pierre, rue Saint-Pierre, construite en 1884[75].
- Cité ouvrière Cosserat, 172-182 rue Jean-Catelas, construite de 1866 à 1923[76]
- Monument aux morts réalisé par le marbrier  Louis Cloquier, au cimetière[77],[78]

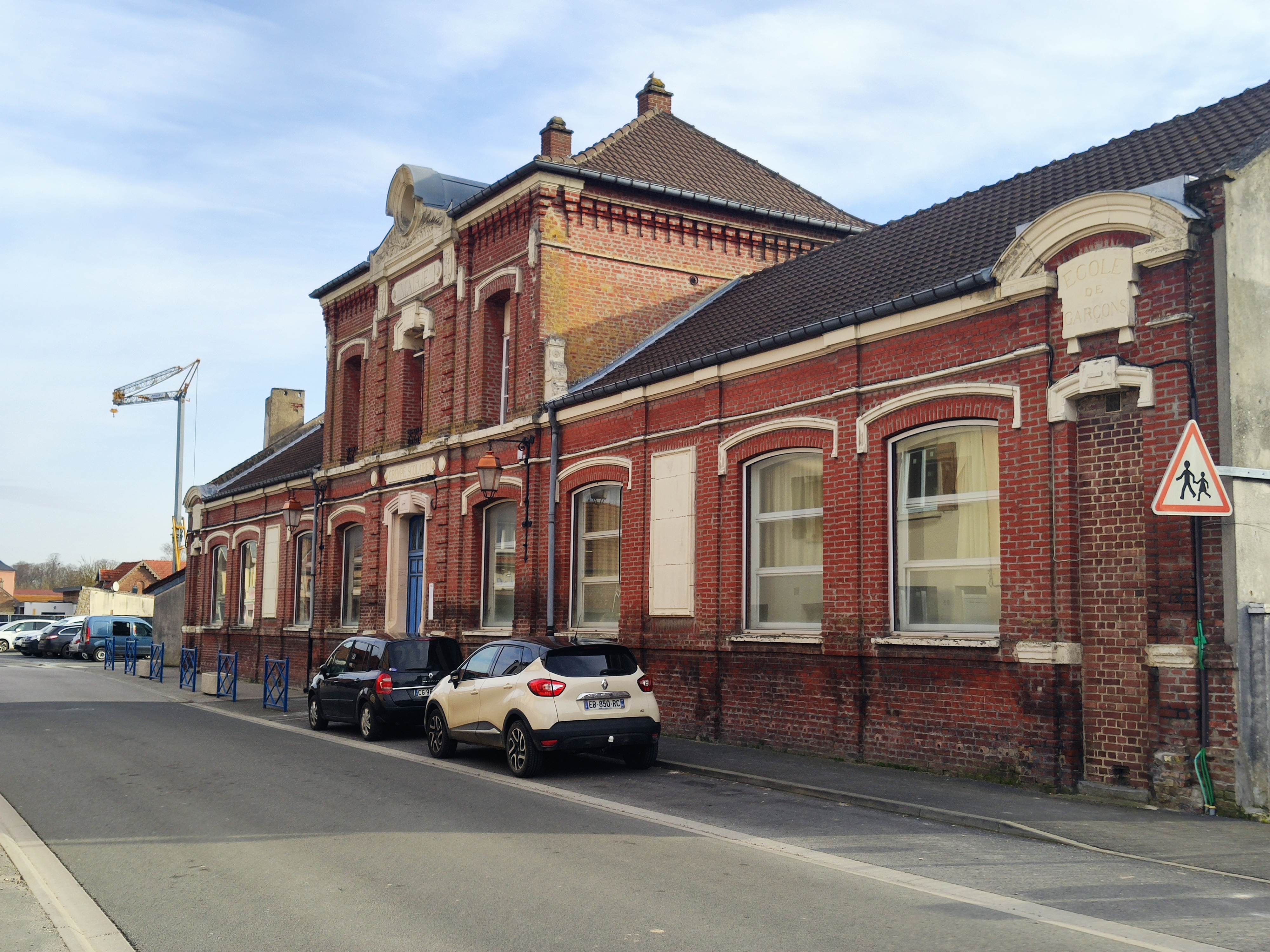
L'ancienne mairie-école.
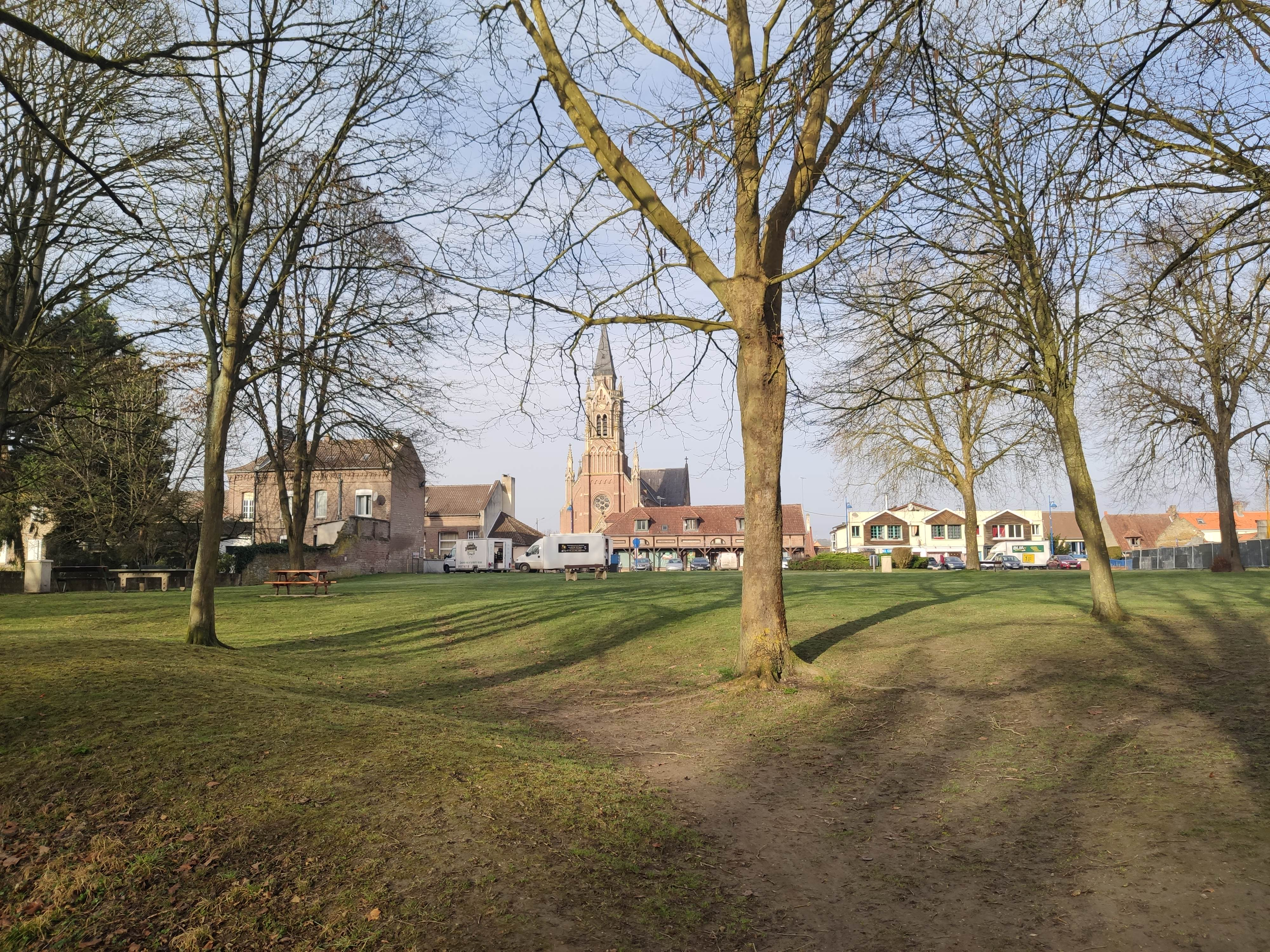
La plaine de jeux, au bord de la Selle.
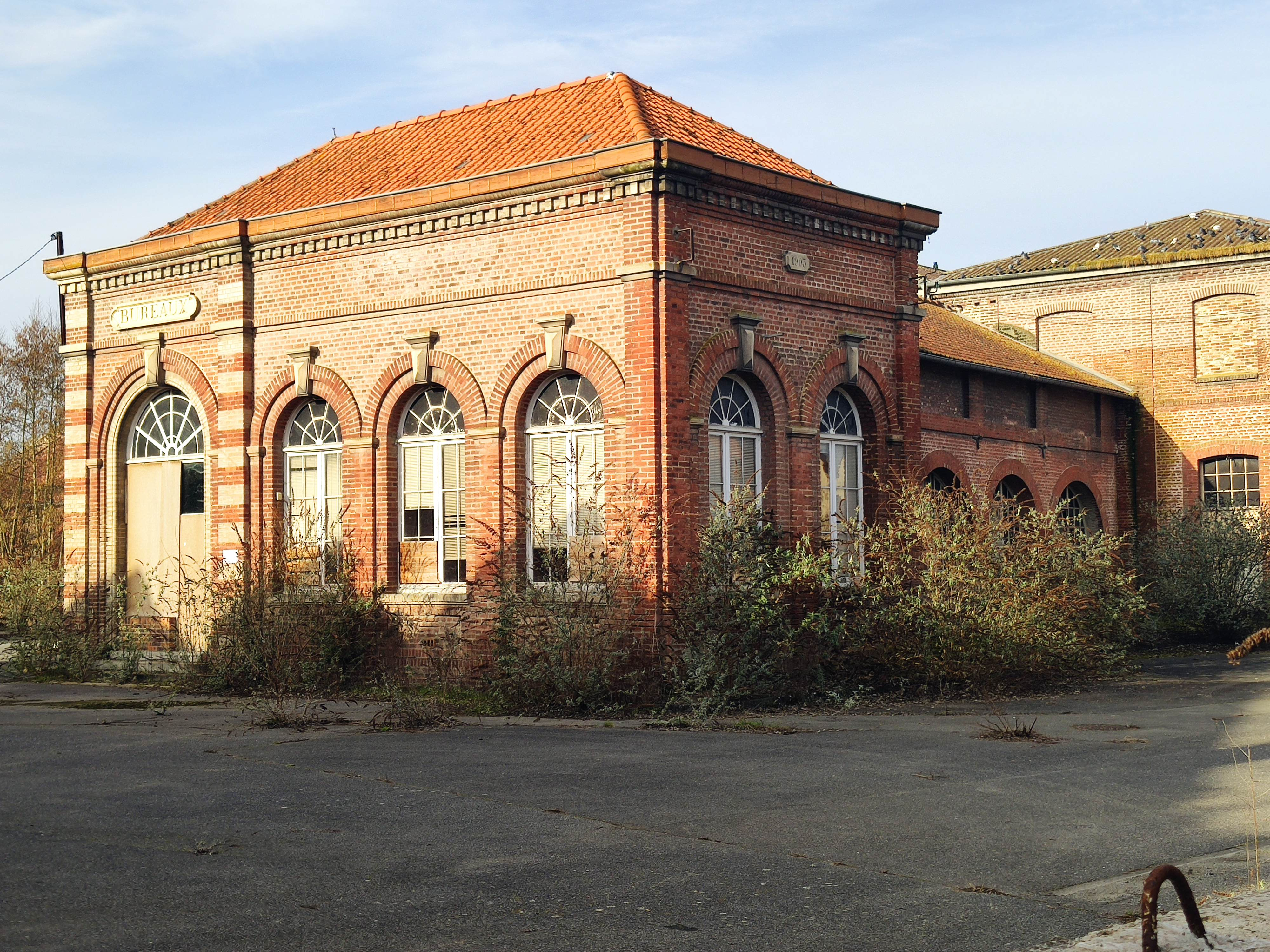
Bâtiment de direction de l'ancienne filature Cosserat.
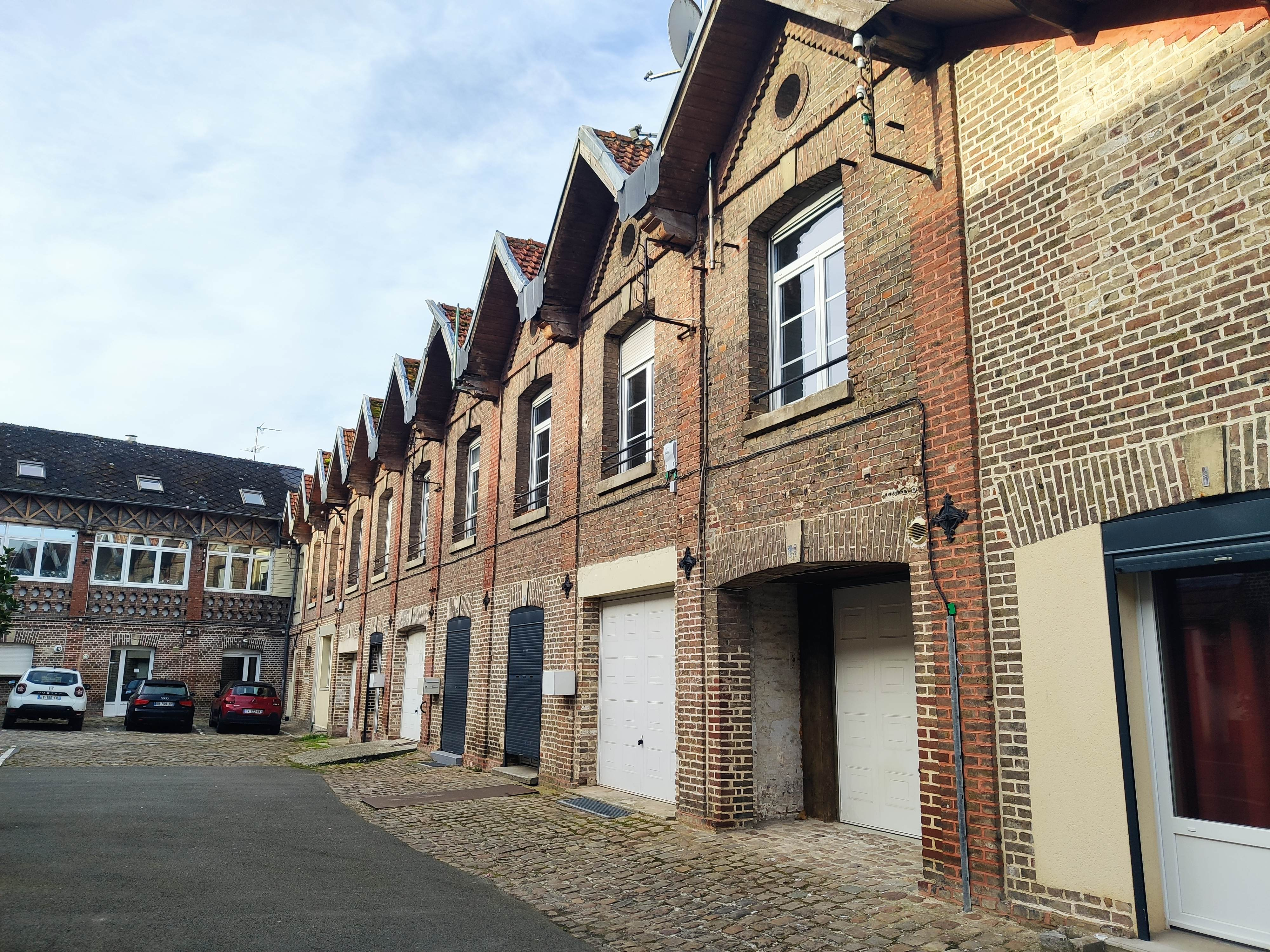
L'ancienne filature Poiret, réhabilitée.

### Personnalités liées à la commune
- Numa Auguez (1847-1903), chanteur d'opéra et professeur de chant, né à Saleux[79],[80].
- Philogone Segard (1858-?), anarchiste radical né à Saleux[81].

### Héraldique
| Blason de Saleux | Blason  | D'argent à l'épi de blé tigé de sinople posé en barre, au marteau de gueules contourné et posé en pal, à la roue crantée du même, chaque figure sur-brochant la précédente, à la bande d'azur brochant sur le tout. |
| Blason de Saleux | Détails | Le statut officiel du blason reste à déterminer. |